# 2collab
2collab là một mạng xã hội khoa học của Elsevier, được ra mắt cộng đồng các nhà nghiên cứu vào năm 2007 và ngừng hoạt động vào ngày 15 tháng 4 năm 2011.
2collab là một công cụ hợp tác nghiên cứu trên nền tảng web cho phép các nhà nghiên cứu chia sẻ dấu trang, tài liệu tham khảo hoặc bất kỳ tài liệu nào được liên kết với đồng nghiệp của họ. Người dùng có thể chia sẻ, cộng tác với người dung khác và thảo luận về các tài nguyên trong các nhóm riêng tư hoặc công khai với cộng đồng khoa học rộng lớn. Bằng việc tích hợp 2collab vào các nền tảng khoa học khác như ScienceDirect và Scopus, các nhà nghiên cứu có thể lưu giữ không chỉ dấu trang mà còn cả dữ liệu thư mục của các bài nghiên cứu mà họ cần vào tài khoản của người dùng của họ. Đặc biệt khi người dùng là tác giả của những tài liệu được đánh dấu trang, họ có thể tạo một danh sách dễ sử dụng và chia sẻ nó với những người khác trong lĩnh vực chuyên môn của họ và bắt đầu cuộc thảo luận.
Trang web 2collab ngừng cung cấp dịch vụ kể từ ngày 15 tháng 4 năm 2011.
- Mendeley
- SSRN